# لين الحايك
لين الحايك (7 ديسمبر 2003- )، مغنية لبنانية، اشتهرت بالعالم العربي بعد فوزها بلقب ذا فويس كيدز في موسمه الأول الذي عرض عام 2016، حيث كانت من ضمن 15 متسابق في فريق الفنان كاظم الساهر، ثم تم اختيارها في التصفية الثانية من بين ثلاثة متسابقين ثم تم اختيارها مع متسابق آخر من بين خمسة متسابقين، وفي الحلقة الاخيرة والنهائية فازت بلقب الموسم الأول. و كانت لين من بين الأصوات الرائعة إلى جانب ميرنا حنا في فريق الاستاذ كاظم الساهر 

## عائلتها وتعليمها
لين هي طالبة في المدرسة الوطنية الأرثوذكسية-مار الياس- في الميناء في لبنان، والدتها كريستيان ووالدها نقولا الحايك يعملان مدرسين في نفس المدرسة. برزت موهبة لين منذ طفولتها إذ كانت نجمة الأنشطة المدرسية من حفلات تخرج ومسابقات داخل وخارج المدرسة، نشطت في المناسبات الاجتماعية والثقافية والدينية. أما شقيقها جورج (وهو طالب جامعي) فقد مثل لبنان في مهرجان للأطفال العرب عام 2009، وشقيقتها ريم أيضا لها صوت وأداء جميل مثل صوت لين.

## نشاطها
تعتبر لين من الطلبة الاذكياء خاصة الرياضيات، شاركت في مسرحية فخر الدين للأخوين رحباني ولعبت دور فيروز، وكانت تتدخل مع الفريق عندما يخرج أحد أفراده عن الإيقاع وتعيده للدور الصحيح. 

## الجوائز
2019: جائزة اختيار أطفال نكلوديون عن فئة المغني العربي المفضل.

## وصلات خارجية
- لين الحايك على موقع ميوزك برينز (الإنجليزية)